# Баз Светлосни (филм)
Баз Светлосни (енгл. Lightyear) амерички је рачунарско-анимирани научнофантастични, акциони и авантуристички филм из 2022. године. Производи га Pixar Animation Studios, а дистрибуира Walt Disney Studios Motion Pictures. Спиноф филмске серије Прича о играчкама, говори о пореклу измишљеног пробног пилота/астронаута који је био инспирација за играчку/акциону фигуру База Светлосног приказаног у главним филмовима. Режију и сценарио потписује Ангус Маклејн, док Крис Еванс позајмљује глас насловном лику. Гласове споредним ликовима позајмљују: Кики Палмер, Питер Сон, Џејмс Бролин, Тајка Вајтити, Дејл Соулс, Узо Адуба, Мери Макдоналд Луис, Ефрен Рамирез и Ајзеја Витлок Млађи.
Баз Светлосни говори о младом астронауту Базу Светлосном, који, након што је са својим командантом и посадом остао на непријатељској планети, покушава да пронађе пут до куће док се суочава са претњом. Након што је завршио рад на филму У потрази за Дори (2016), Маклејн, љубитељ научне фантастике, изнео је идеју о филму који би се усредсређивао на База Светлосног. Да би дочарали научнофантастичне филмове уз које је редитељ одрастао, аниматори су желели пруже „синематичан” и „здепаст” изглед. Анимација и визуелни процес рађени су на даљину током пандемије ковида 19. Мајкл Ђачино је компоновао музику за филм.
Премијерно је приказан 8. јуна 2022. године у Ел Капитан театру, док је од 17. јуна приказиван у биоскопима у САД, односно 16. јуна у Србији. Први је филм за Pixar који је приказиван у биоскопима након филма Напред, као и први снимљен у IMAX формату. Зарадио је 226 милиона долара широм света у односу на продукцијски буџет од 200 милиона долара, а добио је углавном позитивне критике. Критичари су похвалили анимацију, гласовну глуму и забавну вредност филма, док је сценарио добио негативне критике.

## Радња
Филм се бави причом о пореклу База Светлосног, лика на коме је темељена акциона фигура у серији Прича о играчкама.

## Гласовне улоге
| Улога                  | Изворни глас        | Српски глас          |
| ---------------------- | ------------------- | -------------------- |
| Баз Светлосни          | Крис Еванс          | Петар Бенчина        |
| Изи Хоторн             | Кики Палмер         | Надежда Јаковљевић   |
| Сокс                   | Питер Сон           | Милан Никитовић      |
| Мо Морисон             | Тајка Вајтити       | Владан Милић         |
| Дарби Стил             | Дејл Соулс          | Јадранка Селец       |
| Зург                   | Џејмс Бролин        | Ферид Карајица       |
| Алиша Хоторн           | Узо Адуба           | Весна Станковић      |
| Ајван                  | Мери Макдоналд Луис | Биљана Вукотић       |
| заповедник Бернсајд    | Ајзеја Витлок Млађи | Бојан Жировић        |
| Ерик / Дерик и зиклопи | Ангус Маклејн       | Марко Марковић       |
| Федерингамстен         | Бил Хејдер          | Владимир Нићифоровић |
| летач Дијаз            | Ефрен Рамирез       | Стефан Јевтовић      |
| мала Изи               | Кира Херстон        | Миња Чолић           |

### Продукција
- Редитељ синхронизације: Марко Мисирача
- Преводилац: Бојана Лукић Јовковић
- Тон мајстор: Горан Вукојчић
- Креативни супервизор: Александра Јаниковска
- Синхронизацијска фирма: Ливада продукција
- Студио за снимање: Ливада Београд
- Студио за микс:
- Производња:
- Почетак приказивања: 16. јун 2022.